# سفارة تونس لدى السودان
سفارة تونس لدى السودان هي البعثة الدبلوماسية لجمهورية تونس لدى جمهورية السودان، وتقع بالعاصمة الخرطوم.